# Suurbraak
Suurbraak is een dorp met 2300 inwoners, in de Zuid-Afrikaanse provincie West-Kaap. Suurbraak behoort tot de gemeente Swellendam dat onderdeel van het district Overberg is.

## Subplaatsen
Het nationaal instituut voor de statistiek, Stats SA, deelt sinds de census 2011 deze hoofdplaats in in 2 zogenaamde subplaatsen (sub place):
Rietkuil SH • Suurbraak SP.